# Прибус, Райнс
Ра́йнхольд Ри́чард «Райнс» При́бус (англ. Reinhold Richard «Reince» Priebus; 18 марта 1972, Довер, Нью-Джерси, США) — американский адвокат и политик-республиканец, глава аппарата Белого дома (январь—июль 2017 года, самый короткий срок в истории США), а ранее председатель Национального комитета Республиканской партии (НКРП) (2011—2017), главный юрисконсульт НКРП, а также председатель отделения Республиканской партии в штате Висконсин (2007—2011), заслугой которого стало содействие в избрании известных в стране фигур, а именно спикера Палаты представителей США Пола Райана и губернатора штата Висконсин Скотта Уокера на уровне штатов, и в такой же мере занятии ими видного положения на государственном уровне.
В апреле 2016 года журнал «Time» поместил имя Райнса Прибуса в список 100 самых влиятельных людей в мире «Time 100». В этот же список он вошёл в апреле 2017 года.
Второй американец греческого происхождения (первым был Джон Подеста при Билле Клинтоне) и второй исповедующий православие (после Джона Г. Сунуну при Джордже Буше-старшем) глава аппарата Белого дома.
Член Ордена святого апостола Андрея, носит оффикий (титул) архонта номофилака Константинопольского патриархата, присвоенный Вселенским Патриархом Варфоломеем I «за его выдающиеся заслуги перед Церковью».

## Биография

### Родословная
Райнхольд Ричард Прибус родился 18 марта 1972 года в городе Довер (Нью-Джерси, США) в семье американского немца Ричарда Прибуса и гречанки Димитры (Рулы) Пициладис. Отец Райнса работал электриком, а мать была агентом по торговле недвижимостью.
При рождении мальчик получил имя в честь дедушки, Райнхольда В. Прибуса, так как имя Райнс является сокращённым от Райнхольд.
Отец Райнса, Ричард Прибус, на 7/8 был немцем и на 1/8 — англичанином.
Дед Райнса по отцовской линии, Райнхольд В. Прибус (1910—1965), родился в Мичигане (США) в семье этнических немцев Фридриха «Фреда» Прибуса и Амилии (Амалии) Кролл. Прадедушка Райнса, Фред Прибус (1879—1959), родился в Российской империи в семье Джона и Лезы Прибус, а прабабушка, Амилия Кролл (1884—1965), — в семье Уильяма и Фразины Кролл.
Бабка Райнса со стороны отца, Эвелин Мимми Бёрч (1918—2004), дочь Кристофа (Криса) Ф. Бёрча и Оттилии Куглер, родилась в городе Кеноша (Висконсин). Крис Бёрч (1890—1951), также родившийся в Висконсине, был сыном канадца Уильяма Бёрча, родители которого, в свою очередь, являлись англичанами, и американки Минни Вёртшиффер, родившейся в Висконсине в семье немцев. Прабабушка Райнса, Оттилия Куглер (1897—1991), была этнической немкой, родившейся в Германии.
Дед Райнса по материнской линии, Ираклис Пициладис, был родом из города Пломари (Лесбос, Греция), откуда после Второй мировой войны, участником которой он был, иммигрировал в Северную Африку, а именно в столицу Англо-Египетского Судана город Хартум. Там он женился на своей землячке Эриете (Тети) Фрадзоглу, в браке с которой имел четырёх дочерей: Мария, Эльпиники, Димитра (мать Райнса) и Пинелопи. В Хартуме Димитра, которой тогда было 19—20 лет, познакомилась со своим будущим супругом, американцем Ричардом Прибусом. Она работала в американском посольстве в Судане, а он служил в вооружённых силах Эфиопии, где США имели военную базу в Эритрее, тогда одной из провинций Эфиопии. После свадьбы пара переехала в США, где в Нью-Джерси у них родился Райнс, который по настоянию матери был крещён в греческом православии. Она также с детства учила сына греческому языку и рассказывала ему о Греции. Когда мальчику исполнилось семь лет, семья перебралась из Нетконга (Нью-Джерси) в Грин-Бей (Висконсин).
После того как в 1956 году Судан получил независимость от Великобритании и Египта, некогда значительная местная 20 000-я греческая община, вследствие деятельности палестинской террористической организации «Чёрный сентябрь» и событий в Дарфуре, практически исчезла. Семейство Ираклиса Пициладиса вынуждено было оставить всё нажитое и вернуться в Грецию, где до сих пор проживают родственники Райнса.

### Школьные годы
В 1977 году родители отдали Райнса в начальную школу в городке Плезант-Прери (Висконсин). Будучи уже учеником третьего класса, он самопровозгласил себя руководителем гонки республиканца Рональда Рейгана, выдвинувшего свою кандидатуру в президентских выборах в США 1980 года.
В 1990 году окончил среднюю школу имени Джорджа Нельсона Тремпера в объединённом школьном округе Кеноши (Висконсин).
В 16 лет, будучи ещё учеником, добровольно участвовал в нескольких политических кампаниях.

### Студенческие годы
В 1993—1995 годах работал в качестве помощника двух конгрессменов и сенатора по вопросам законодательства.
В 1994 году окончил Висконсинский университет в Уайтуотере, где специализировался на английском языке и политической науке, получив степень бакалавра гуманитарных наук «с почётом». Состоял в братстве «Дэльта Хи» (ΔΧ). Также до выпуска из университета был избран президентом студенческого совета и являлся президентом Национального студенческого комитета Республиканской партии.
Работал клерком в комитете по вопросам образования законодательного собрания штата Висконсин.
В 1998 году окончил юридический факультет Университета Майами (Корал-Гейблс, Флорида) со степенью доктора права «с почётом». Был редактором факультетского периодического журнала «Res Ipsa Loquitur», а также президентом студенческого совета факультета. Во время учёбы работал в качестве клерка в промежуточном и высшем апелляционных судах штата Висконсин, федеральном окружном суде Южного округа Флориды, а также в качестве стажёра в Фонде правовой защиты и образования Национальной ассоциации содействия прогрессу цветного населения.

### Профессиональная карьера
В 1998 году, по окончании университета, вернулся в Висконсин, где в качестве члена вступил в адвокатскую ассоциацию штата. Позднее в этом же году присоединился к юридической фирме «Michael Best & Friedrich» (Милуоки), став в 2006 году её партнёром, и осуществляя юридическую деятельность в группах компании по судебным тяжбам и корпоративной практике.

## Политическая карьера

### 2000-е

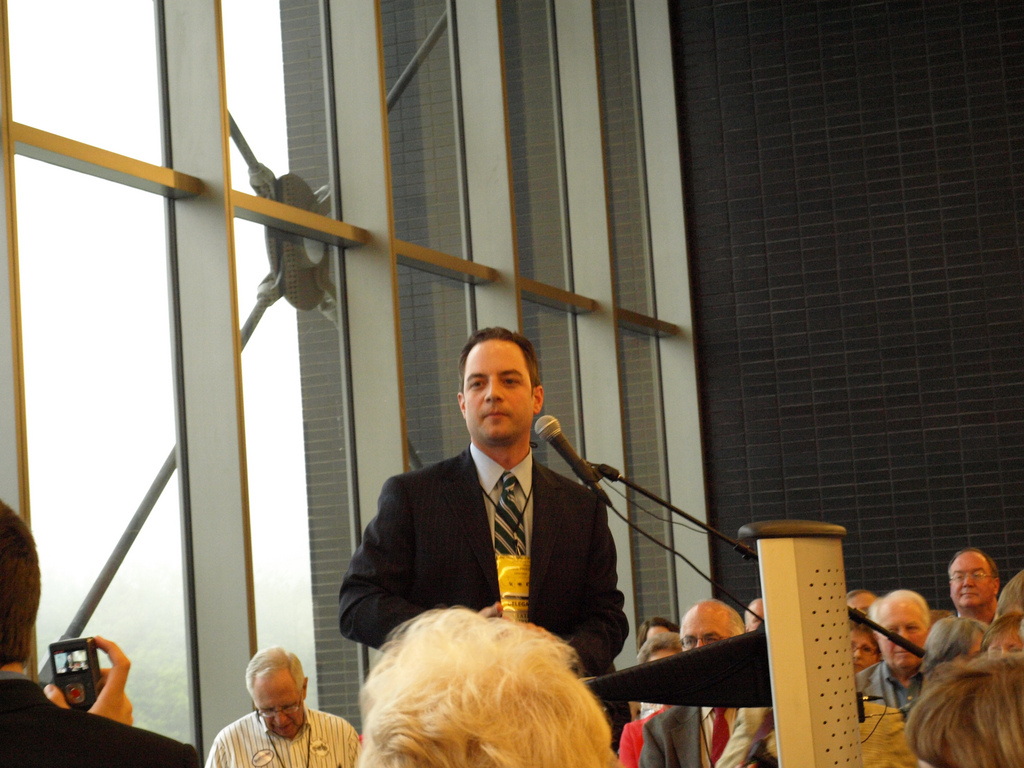
Райнс Прибус в мае 2010 года

В 2004 году участвовал в выборах в Сенат штата Висконсин, но проиграл действующему сенатору-демократу Роберту Вёрчу.
В 2007 году, после успешной предвыборной кампании, занял пост председателя отделения Республиканской партии в штате Висконсин, став самым молодым из избранных на эту должность кандидатом.
В 2009 году стал главным юрисконсультом НКРП.
Будучи председателем отделения Республиканской партии в штате Висконсин, Прибус привёл её к успеху на выборах в ноябре 2010 года, когда на тот момент штат принадлежал Демократической партии. Партия получила контроль над Сенатом и законодательным собранием штата Висконсин, а республиканский кандидат Скотт Уокер был избран его губернатором. В частности, результаты усилий работы Прибуса по установлению отношений сотрудничества «Движения чаепития» Висконсина с ведущей организацией Республиканской партии, а также по избежанию конфликта между ними, была названа комментаторами вкладом в успех партии. После успешного проведения выборов 2010 года, Прибус, вместе с Полом Райаном и Скоттом Уолкером, стали известны в рамках восходящего республиканского движения в штате Висконсин, имевшего влияние на национальном уровне и нацелившегося на консервативную идеологию, в частности на фискальный консерватизм.
До конца 2010 года оставался председателем партии и главным юрисконсультом НКРП, когда оставил последний занимаемый пост и принял участие в выборах, выдвинув свою кандидатуру на должность председателя НКРП.

### Выборы председателя НКРП 2011 года
5 декабря 2010 года Прибус ушёл с поста главного юрисконсульта НКРП. На следующий день он послал письмо всем 168 членам НКРП с правом голоса, объявив о своей кандидатуре на пост председателя. Губернатор штата Висконсин Скотт Уокер поддержал его с самого начала, указав на решающую роль последнего в победах партии в штате Висконсин, отметив «руководящую роль и участие Прибуса в стихийном „Движении чаепития“, которое охватило государство и нацию».
14 января 2011 года, после семи туров голосования, Прибус был избран председателем НКРП.
| Претендент   | Тур 1 | Тур 2 | Тур 3 | Тур 4 | Тур 5 | Тур 6 | Тур 7 |
| ------------ | ----- | ----- | ----- | ----- | ----- | ----- | ----- |
| Райнс Прибус | 45    | 52    | 54    | 58    | 67    | 80    | 97    |
| Сол Анузис   | 24    | 22    | 21    | 24    | 32    | 37    | 43    |
| Мария Чино   | 32    | 30    | 28    | 29    | 40    | 34    | 28    |
| Энн Вагнер   | 23    | 27    | 32    | 28    | 28    | 17    | Выбыл |
| Майкл Стил   | 44    | 37    | 33    | 28    | Выбыл |       |       |

     претендент получил абсолютное большинство голосов
     претендент получил относительное большинство голосов
     претендент выбыл (отозвал свою кандидатуру)

### Председатель НКРП

#### Первый срок полномочий

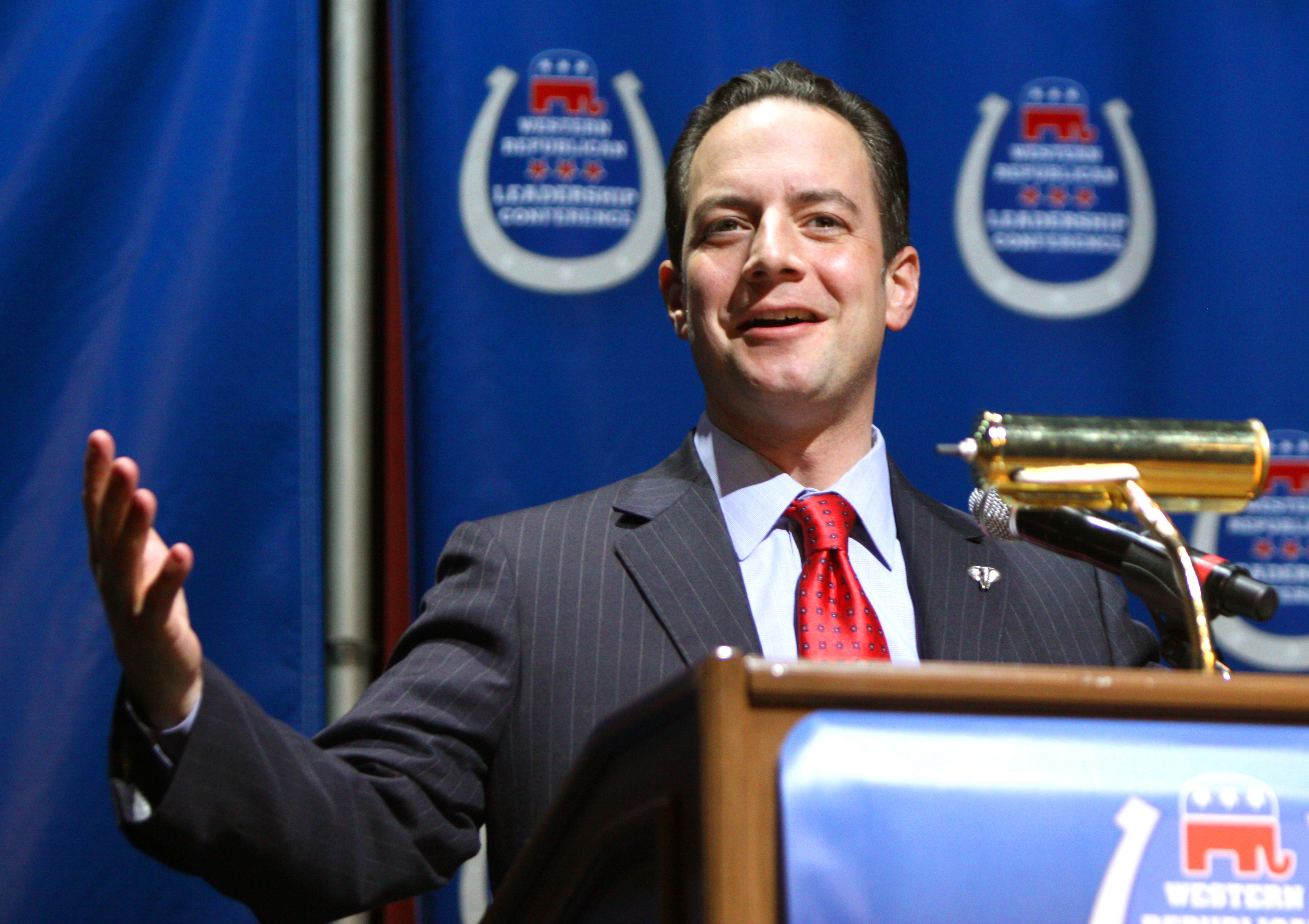
На конференции в Лас-Вегасе в октябре 2011 года

С началом в январе 2011 года первого срока пребывания в должности председателя НКРП, Прибусу достался долг в размере $ 23 млн от его предшественника Майкла Стила, а также крайне натянутые отношения с «основными донорами». Он заявил, что его цели на руководящей должности состояли в сокращении долга, восстановлении финансового положения организации и улучшении взаимоотношений с основными донорами и лидерами партий, а также в оказании помощи республиканцам в президентских выборах 2012 года. В частности, он направил свои усилия на разработку эффективной программы мобилизации избирателей, включающей в себя усовершенствованный процесс регистрации избирателей, а также программ заочного голосования с целью выявления незарегистрированных избирателей и тех, кто не вернул свои бюллетени, за счёт средств, собранных в ходе проведения первоначальной информационно-пропагандистской работы среди основных доноров.

К концу 2011 года Прибусу удалось мобилизовать более $ 88 млн и уменьшить долг НКРП до $ 11,8 млн. Бывший председатель НКРП Эд Гиллеспи описал работу Прибуса в восторженных выражениях:
Он полностью восстановил доверие к НКРП среди доноров и активистов, он оставался целенаправленным и он проделал огромную работу, собирая деньги, что является основной функцией председателя НКРП.
По словам Прибуса, в конце своего первого года в должности он насчитывал 1000 доноров, предоставивших $ 30 000 и более. Кроме того, по завершении первого года службы он получил высокую оценку от членов-республиканцев Конгресса США за установление более тесных связей с ним и его командой, по сравнению с предыдущим главой НКРП.
В 2012 году, в ходе обращения «О положении страны» и праймериз Республиканской партии, Прибусу и его команде в НКРП ставили в заслугу сосредоточенность их деятельности на Президенте США Бараке Обаме. Однако, несмотря на это, Обама был переизбран, нанеся сокрушительное поражение своему конкуренту-республиканцу Митту Ромни. Прибус активно занимался выявлением ошибок и недостатков в работе Обамы и демократических лидеров. В этом же году он появился на таких воскресных утренних политических ток-шоу как «Meet the Press», «Face the Nation», «Fox News Sunday» и «State of the Union with Candy Crowley». Кроме того, в 2012 году он по-прежнему уделял особое внимание восстановлению финансового положения НКРП путём налаживания контактов с донорами, и к концу года организация сообщила о том, что её долг был погашен.
После поражения Республиканской партии в президентских выборах 2012 года Прибус распорядился провести широкий обзор деятельности НКРП. Предметом особой озабоченности стала тема информационно-пропагандистской работы с избирателями, в том числе неудачном извещении молодёжи, женщин, а также латиноамериканцев США. Кандидат-республиканец Митт Ромни потерял все эти группы населения, уступив их демократу Бараку Обаме. Анализ избирательного цикла включал в себя сбор информации многочисленными волонтёрами и штатными сотрудниками на различных уровнях. Прибус приступил к разработке политического плана под названием «Проект роста и возможностей», содержащего в себе долгосрочную стратегию по охвату демографических групп, голосовавших, главным образом, за демократов.
25 января 2013 года в Шарлотте (Северная Каролина) состоялись выборы председателя НКРП во время его зимнего собрания. Прибус был переизбран ещё на один срок полномочий, на который также претендовал бизнесмен и политик из Деннисвилла (Мэн) Марк Уиллис.

#### Второй срок полномочий

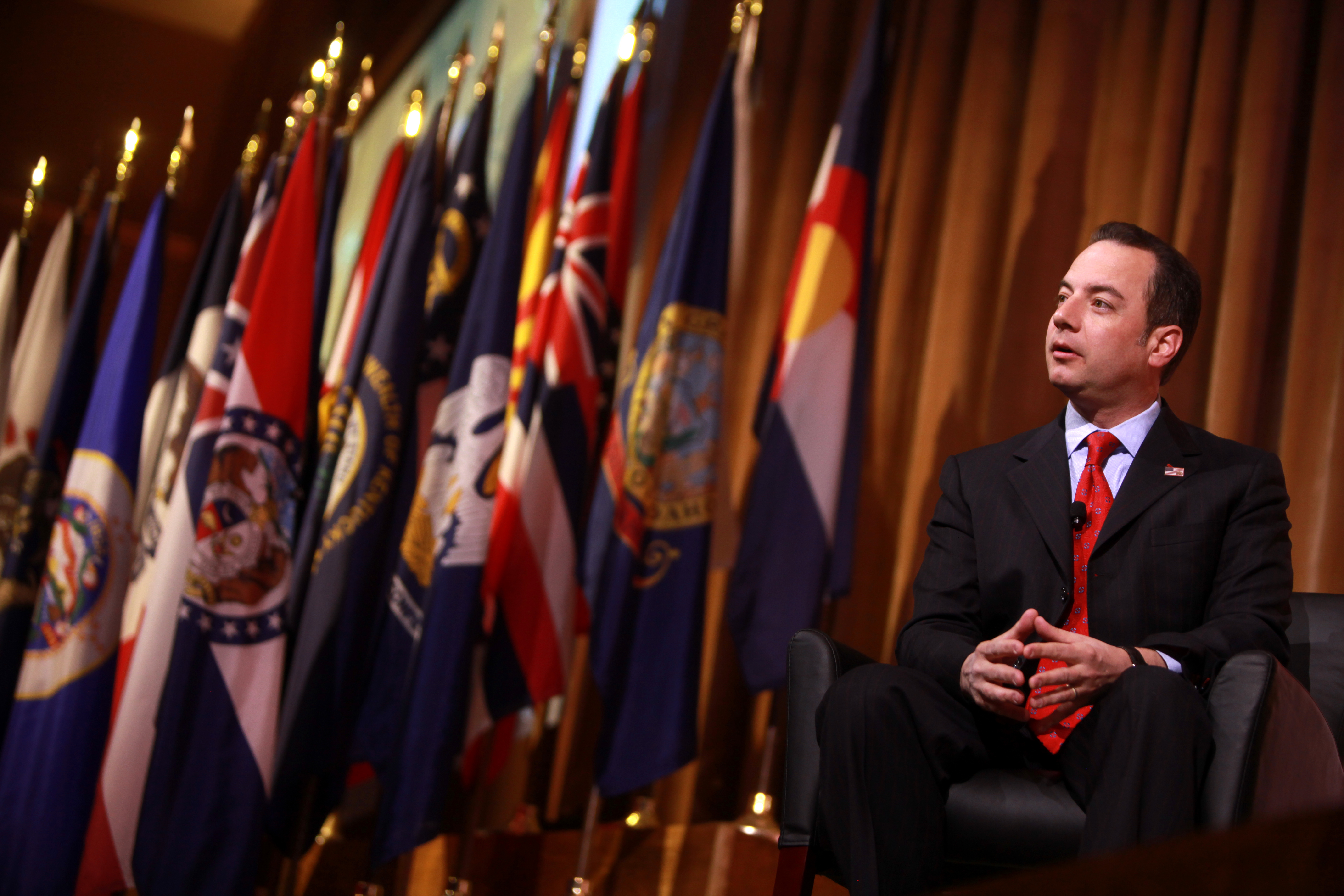
Выступление на конференции CPAC (2014)

В свой второй срок полномочий Прибус поставил перед собой цель «преобразования партии — быть силой от побережья до побережья». В своей речи во время переизбрания на новый срок он отметил, что партия больше не будет подходить к вопросу об избирательной политике в контексте «красных и синих штатов».
В марте 2013 года презентовал доклад «Проект роста и возможностей» в его полностью завершённом виде, разработанный на основе турне выслушивания и 4-хмесячного анализа, проведённых им и стратегами-республиканцами, в том числе Генри Барбуром, Салли Брэдшоу, Ари Флейшером, Зори Фоналледас и Гленном Макколлом. В докладе излагался всесторонний план для партии по пересмотру её деятельности, включая: повышение возможностей цифрового и исследовательского потенциалов, выделение $ 10 млн на ведение информационно-пропагандистской деятельности среди общин меньшинств, содействие проведению иммиграционной реформы, а также сокращение продолжительности сезона президентских праймериз.
В сентябре 2013 года Прибусу удалось убедить телеканалы CNN и NBC отменить планируемые байопики о Хиллари Клинтон. Он заявил, что телесетям следует отказать в праве выступать в роли арбитров в дебатах в ходе предвыборной кампании перед первичными выборами Республиканской партии в том случае, если фильмам-биографиям о Клинтон будет дан «зелёный свет».
В 2014 году политический обозреватель «Politico» сообщил о том, что Прибус достиг успеха в своих усилиях сделать НКРП организацией непрерывного функционирования, в частности, посредством инвестиций в цифровые технологии и подготовку полевого персонала. В январе ему удалось добиться сокращения продолжительности президентских праймериз практически единогласно.
Следуя докладу «Проект роста и возможностей» (также называемого «аутопсия» или «пост-мортем»), Прибус возглавил усилия по установлению контактов с избирателями из среды афроамериканцев, латиноамериканцев и американцев азиатского происхождения. В июле 2014 года он выступил на бизнес-конференции Национальной ассоциации чернокожих журналистов, где сообщил, что на поддержку этих усилий Республиканская партия тратила около $ 8,5 млн в месяц и открыла свои офисы в 15 штатах.
2 октября 2014 года, выступая с речью в Университете Джорджа Вашингтона, Прибус изложил «Принципы американского возрождения» — стратегию, состоящую из 11 целей Республиканской партии в преддверии президентских выборов 2016 года. Эти принципы включают три связанные с экономикой предложения относительно путей продвижения вперёд Сената США: утверждение плана строительства нефтепровода Keystone XL, реформа федерального закона о здравоохранении и поправка о сбалансированном бюджете к Конституции США. Среди других целей имелись: создание рабочих мест, забота о ветеранах, иммиграция и государственные расходы. После этой речи Национальный комитет Демократической партии опубликовал заявление с критикой Прибуса, утверждая, что республиканцы «идут не в ногу с американской общественностью».
16 января 2015 года в Сан-Диего (Калифорния) состоялись выборы на пост председателя НКРП. Прибус почти единогласно был переизбран на третий срок полномочий, что делает его первым председателем, возглавляющим НКРП на протяжении трёх последовательных сроков при правлении президента от Демократической партии. Прибус, помимо прочих достижений, заслужил хорошую репутацию за свои навыки сбора средств путём восстановления отношений с крупными республиканскими донорами, а также за способность обеспечить «как правило, тёплый приём» одинаково как со стороны консервативной, так и умеренной фракций Республиканской партии.

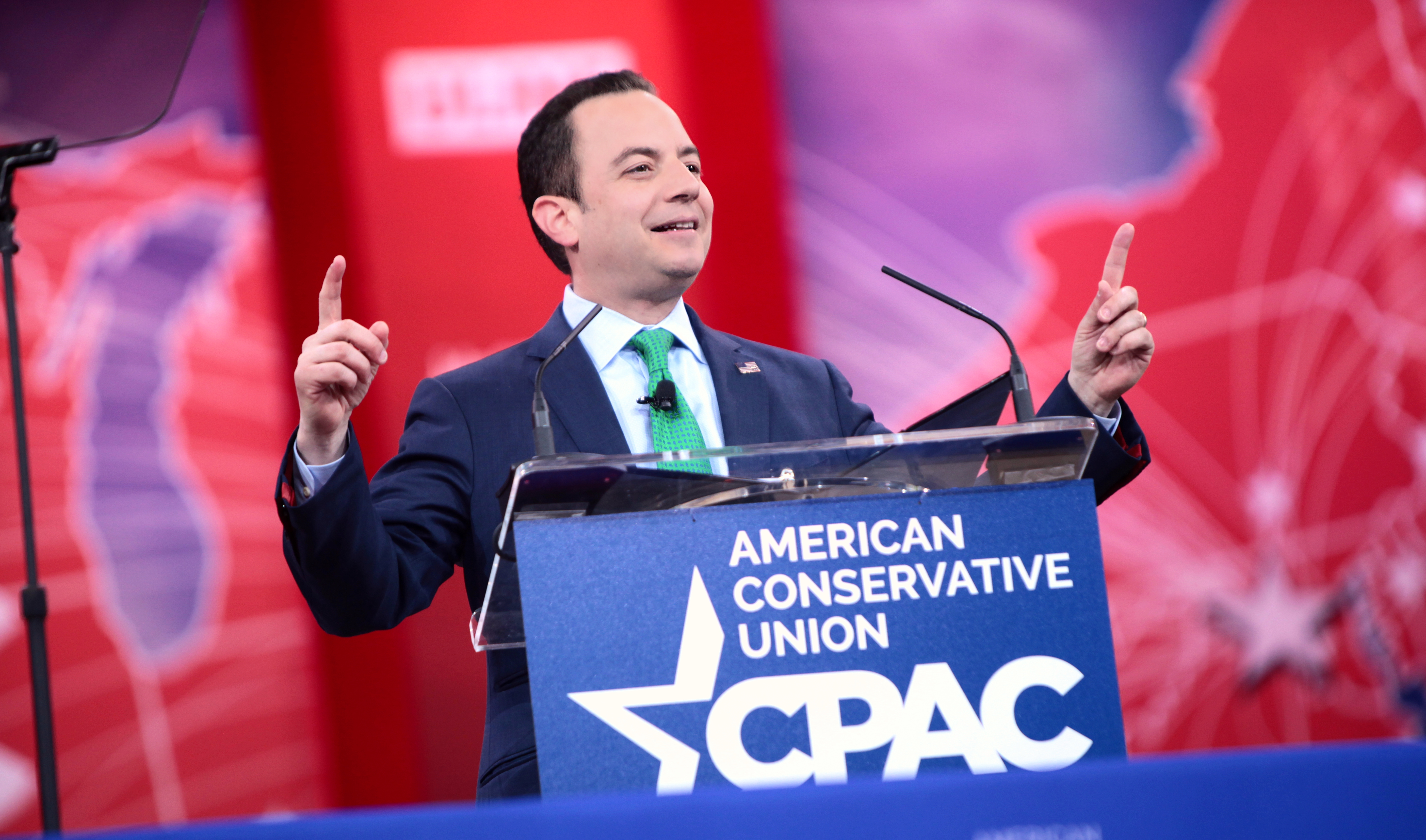
На конференции CPAC в 2015 году

#### Третий срок полномочий

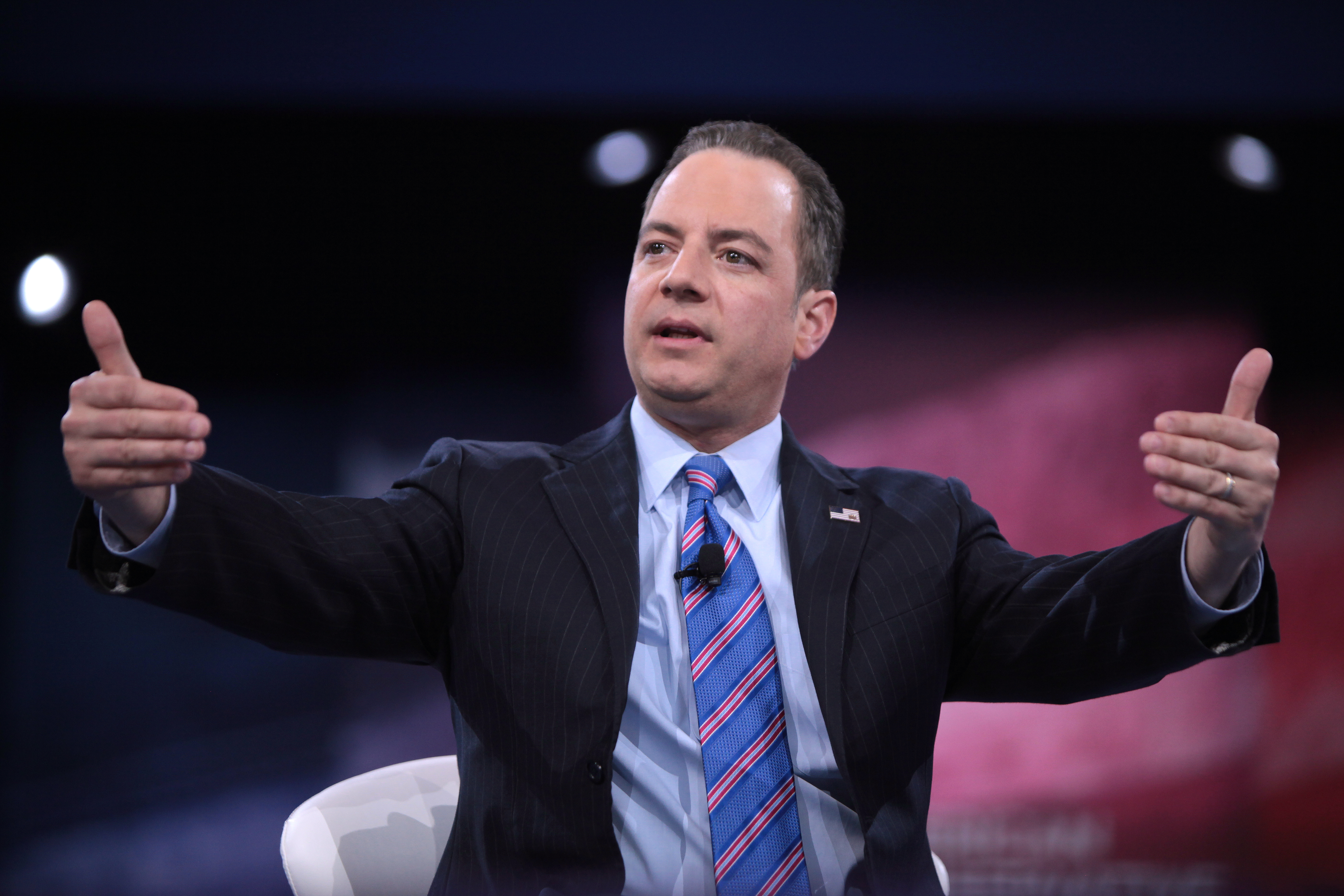
На конференции CPAC в 2016 году

22 апреля 2016 года Прибус призвал к партийному единству независимо от того, кто станет кандидатом в президенты от Республиканской партии. После того, как Дональд Трамп был назван предполагаемым кандидатом, Прибус заявил 15 мая, что участие представителей от третьих партий, получивших номинацию на выборы, будет равносильно «самоубийственной миссии».
Прибус наладил позитивные взаимоотношения с Трампом, а также лично участвовал в сдерживании усилий антитрамповских делегатов, целью которых являлось не допустить выдвижение Трампа в качестве кандидата в президенты на предстоящих выборах.

4 октября 2016 года Прибус назвал Трампа «образцом для подражания».
Вы знаете, я думаю, что каждый по-разному является образцом для подражания. Когда вы смотрите на кого-то, кто построил бизнес, потерял бизнес, вернул, воплотил американскую мечту, человек, который ставит цели, он победитель.
Прибус не переставал оказывать поддержку кандидату от республиканцев, несмотря на продолжавшуюся критику в адрес Трампа. 1 августа 2016 года, после того, как Трамп раскритиковал семью капитана Хумаюна Хана, погибшего в Ираке солдата-мусульманина сухопутных войск США, Прибус заявил:
Я думаю, что эта семья должна быть неприкосновенной, и мы любим их, и я не могу представить себе, будучи отцом маленьких девочки и мальчика, каково это переживать невероятное горе, если они однажды не вернутся домой во время сражения.
Летом 2016 года в ряде публикаций сообщалось о том, что Прибус рассматривает возможность баллотироваться на пост председателя НКРП на четвёртый срок подряд. Если бы его переизбрали в очередной раз, то он стал бы вторым в истории партии председателем НКРП, занимавшим этот пост самое продолжительное время. Марк Ханна из штата Огайо, являвшийся 14-м председателем НКРП, находился в этой должности в течение почти восьми лет (1896—1904).

### Глава аппарата Белого дома

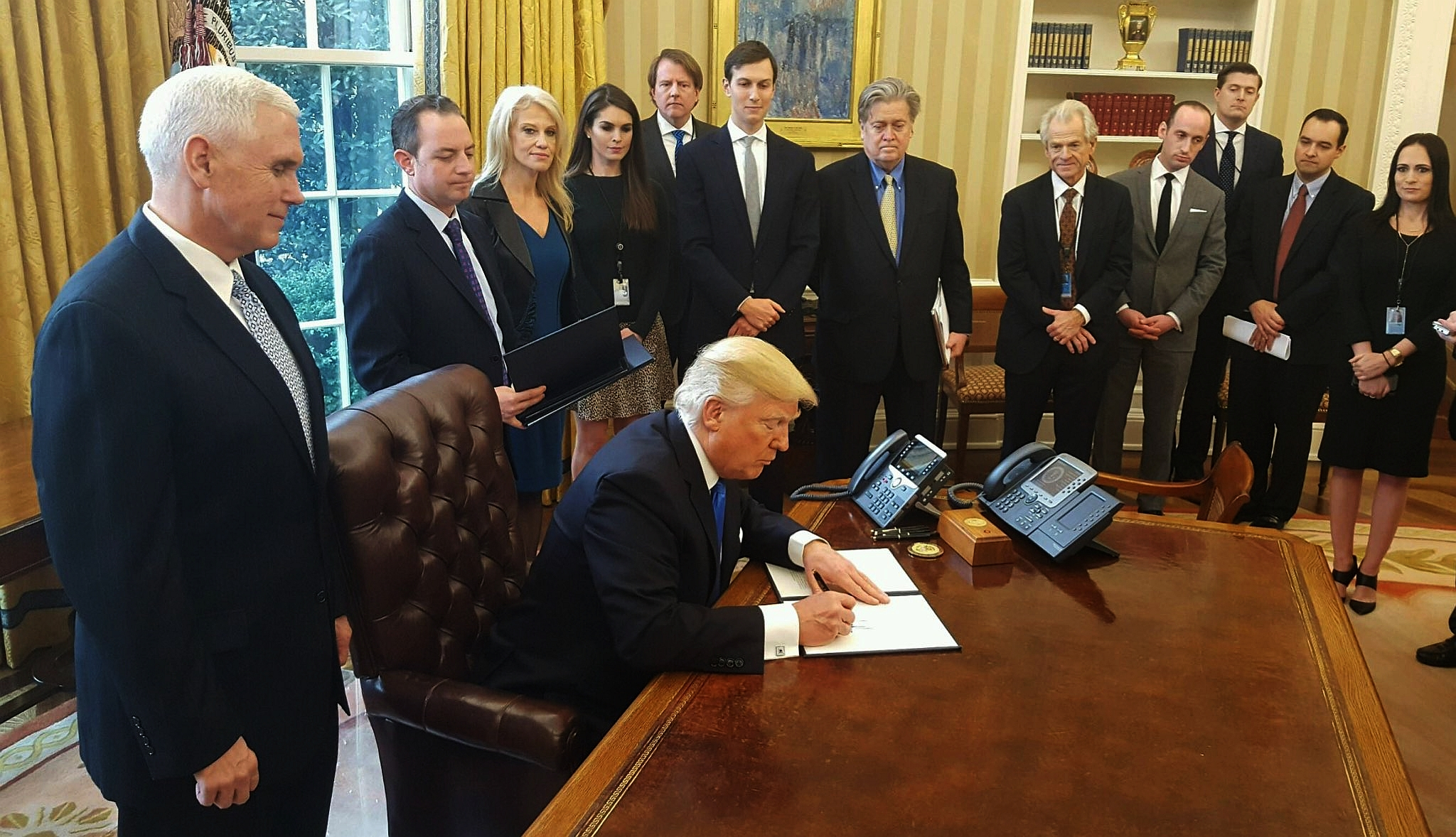
Дональд Трамп подписывает президентские меморандумы о возобновлении строительства нефтепроводов Keystone XL и Dakota Access (24 января 2017 года)

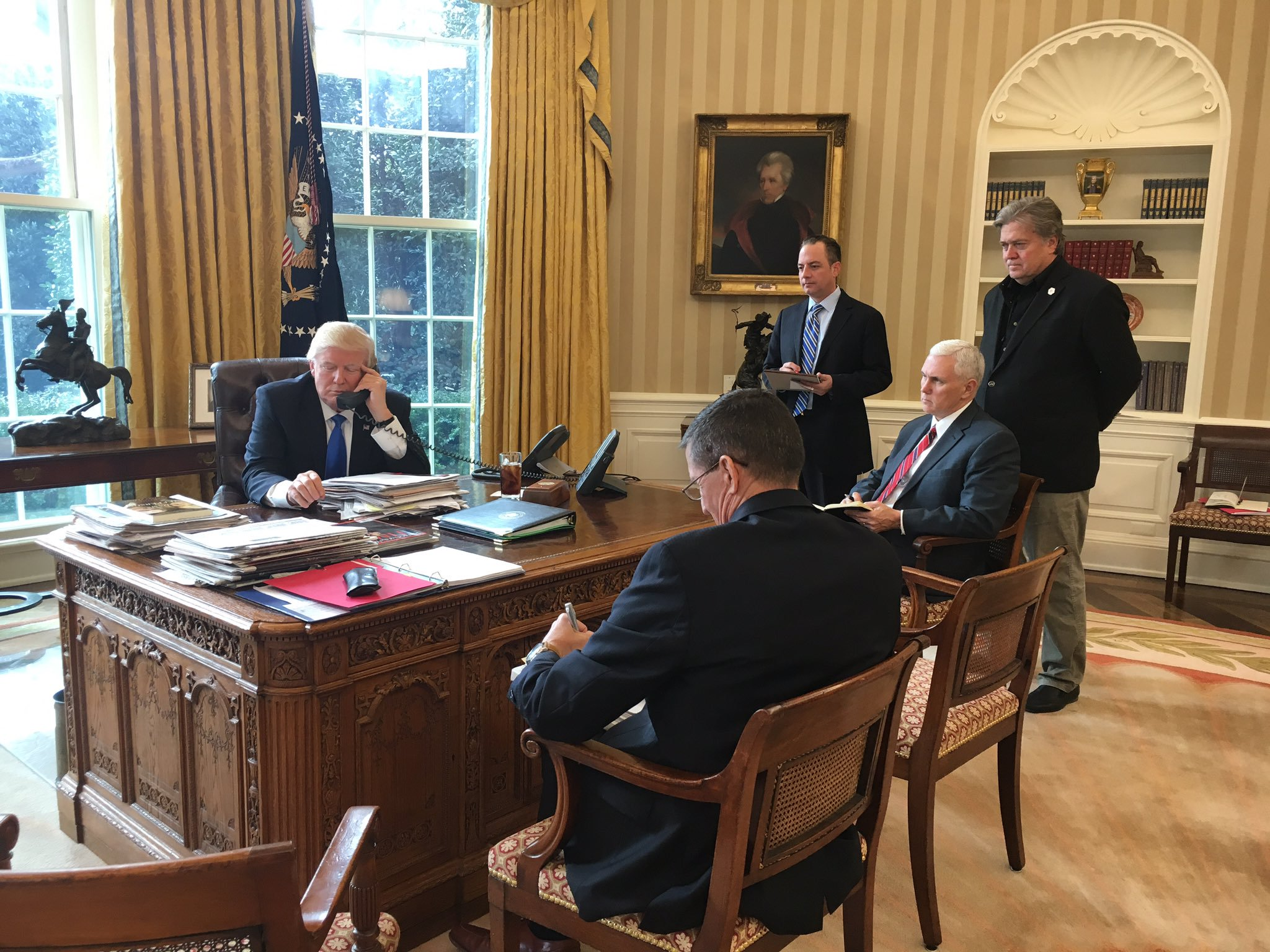
Президент США Дональд Трамп ведёт телефонный разговор с президентом России Владимиром Путиным в Овальном кабинете (28 января 2017)

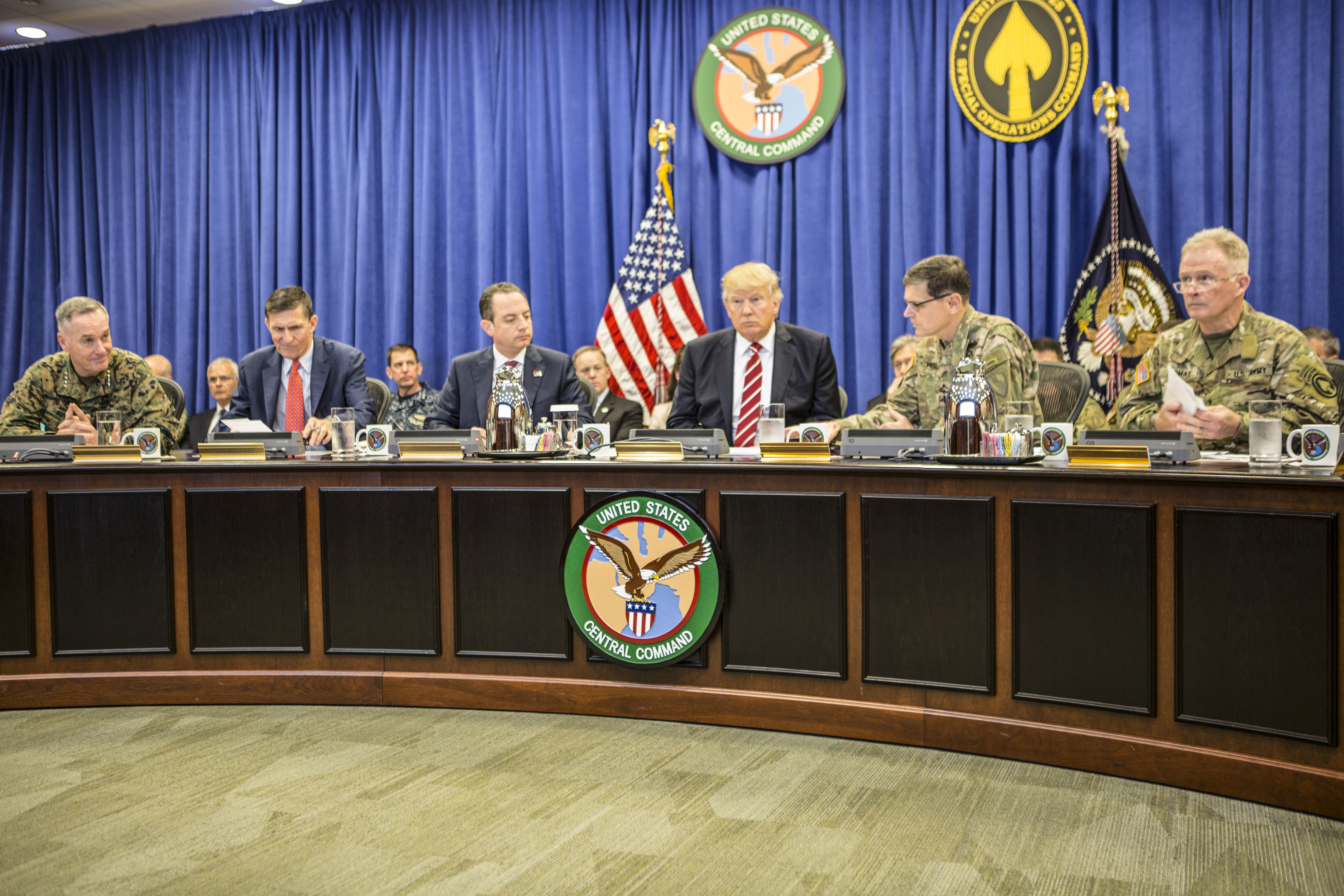
Дональд Трамп и его советники Райнс Прибус и Майкл Флинн обсуждают текущие военные операции с Джозефом Данфордом, Джозефом Вотелом и Раймондом Томасом (6 февраля 2017)

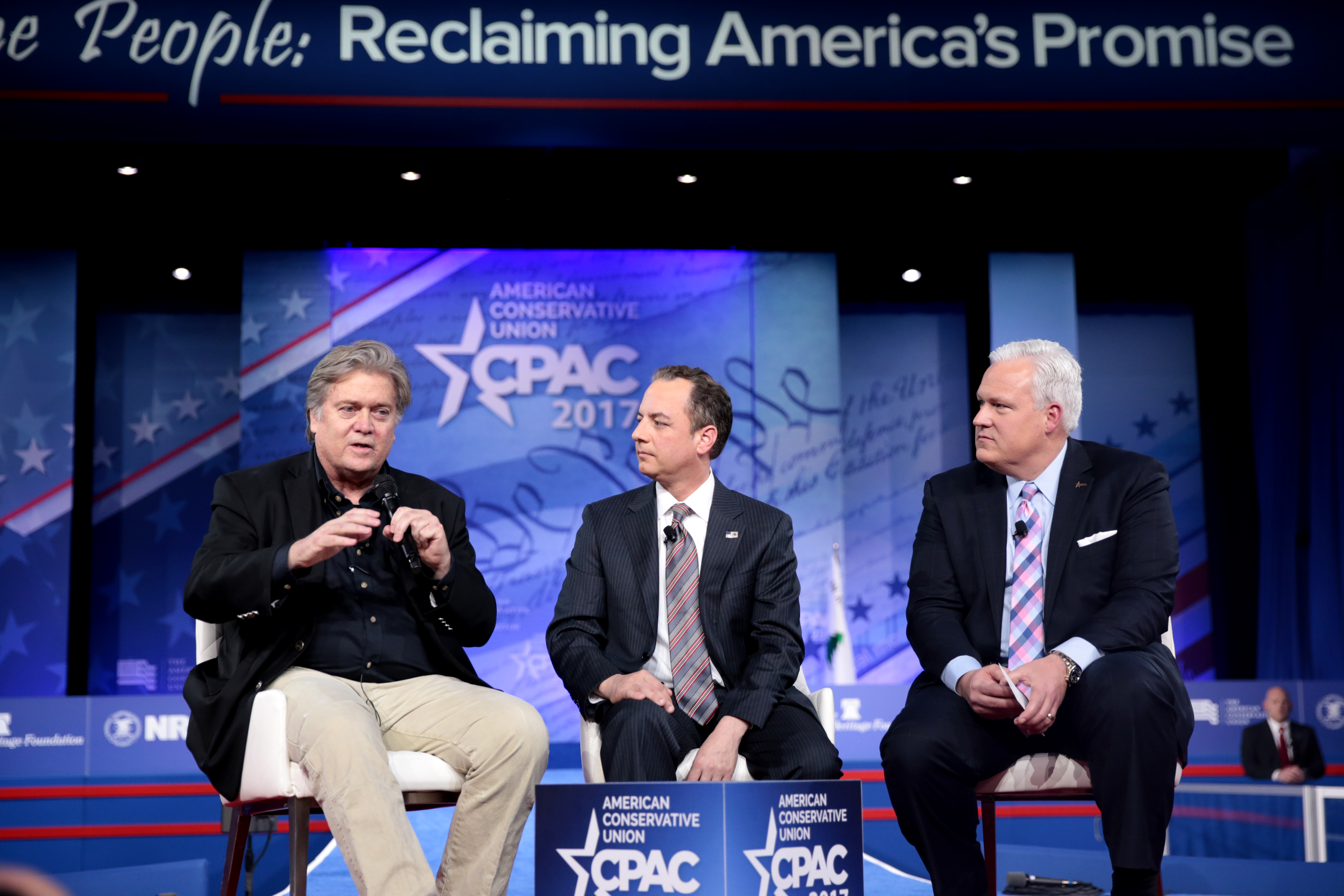
Главный стратег Белого дома Стивен Бэннон и Райнс Прибус выступают на конференции консерваторов CPAC (23 февраля 2017)

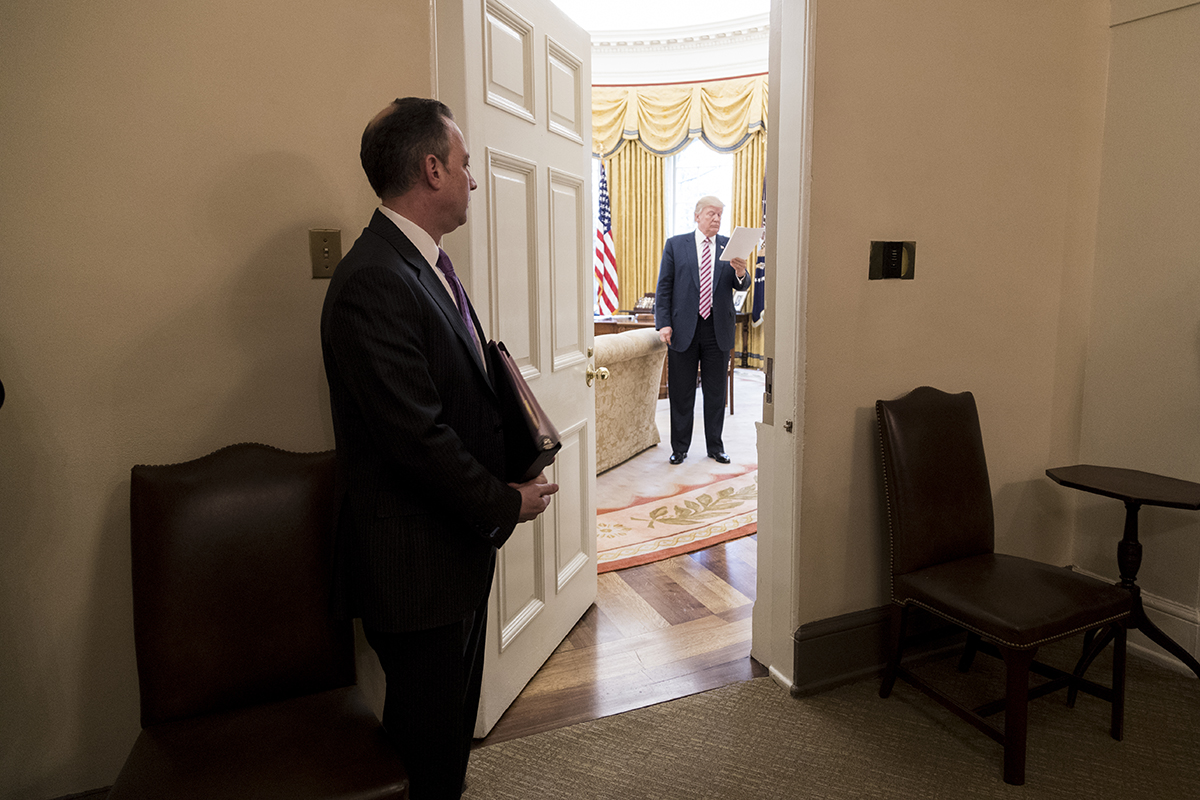
Райнс Прибус заглядывает в Овальный кабинет, где Дональд Трамп перечитывает свои записи (10 марта 2017)

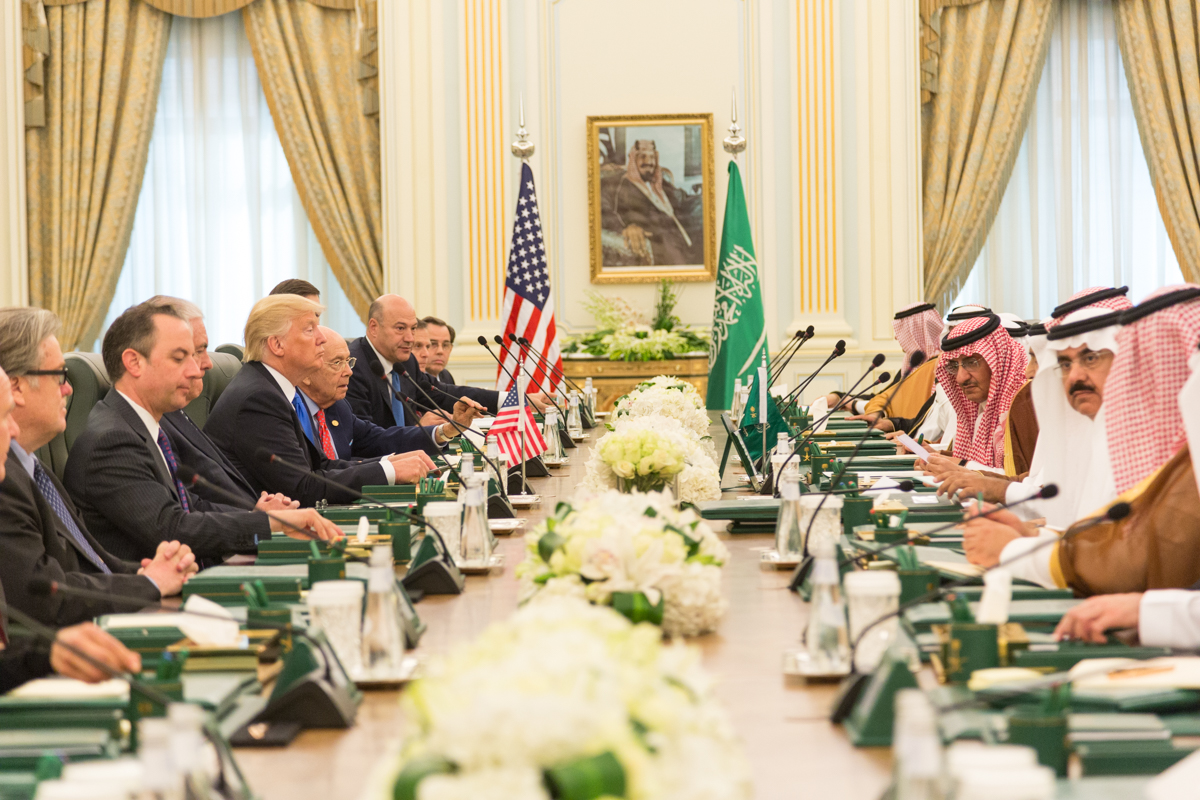
Президент Дональд Трамп, Райнс Прибус и другие члены делегации США на встрече с королём Саудовской Аравии Салманом (Эр-Рияд, 20 мая 2017 года)

13 ноября 2016 года, по завершении президентских выборов, в которых победу одержал республиканец Дональд Трамп, Прибус был назначен на должность главы аппарата Белого дома, в которую вступил 20 января 2017 года после инаугурации Трампа.

18 ноября 2016 года британская газета «The Independent» опубликовала на своём веб-сайте видеозапись, сделанную в ноябре 2015 года, на которой Дональд Трамп рассказывает о базе данных, с помощью которой будут регистрироваться и отслеживаться мусульмане, проживающие в США. 20 ноября, выступая в телепрограмме «Meet the Press» на телеканале NBC, Прибус заявил о том, что команда избранного президента не планирует создавать какого-либо реестра мусульман, но не будет ничего исключать.
Мы не собираемся заводить реестр по религиозному признаку. Но, пожалуй, то, что мы пытаемся сделать, это сказать, что есть люди, которые радикализированы. И есть люди, которые должны быть лишенны возможности приезжать в эту страну.
И добавил:
И позиция Дональда Трампа, позиция Президента Трампа согласуется с законопроектами в Палате представителей и Сенате, в которых говорится следующее: Если вы хотите приехать из места или района мира, в которых укрываются и обучаются террористы, мы вынуждены временно приостановить это действие до тех пор, пока не будет создана более эффективная система проверки.
19 января 2017 года, за день до вступления в должность главы аппарата Белого дома, принял участие во встрече греческой общины США. Прибус сообщил, в частности, о том, что новая администрация США займётся рассмотрением проблемы свободы вероисповедания в Турции. Получил награду от Греческой Православной Архиепископии Америки в знак признания его заслуг. По приглашению архиепископа Димитрия на мероприятии по случаю инаугурации нового президента США также присутствовали министры Греции Никос Паппас и Панос Камменос. От имени правительства Греции последний передал архиепископу греческий флаг с форпоста, расположенного на греческом острове Ро (см. Госпожа острова Ро), щит с эмблемой министерства национальной обороны Греции, а также вручил Прибусу копию меча Александра Великого в качестве подарка для Трампа.
19 февраля 2017 года Прибус заявил о том, что, вопреки сообщениям из анонимных источников, предоставленных газетой «The New York Times», часть которых Белый дом назвал «фейковыми новостями», сотрудники американской разведки опровергли сообщения о каких-либо контактах предвыборной кампании Трампа с российскими шпионами.
В июле 2017 года директор по коммуникациям Энтони Скарамуччи обвинил Прибуса в том, что на нём лежит ответственность за утечки новостей из Белого дома. Прибус сообщил CNN о своей отставке 27 июля, а уже на следующий день Дональд Трамп написал в своём Твиттере о назначении действующего министра внутренней безопасности Джона Ф. Келли новым главой аппарата Белого дома (официально вступил в должность 31 июля). Таким образом, Прибус вошёл в историю США как (не исполняющий обязанности) глава аппарата Белого дома с самым коротким сроком службы в этой должности, которым до этого являлся Кеннет Дуберштайн, последний глава аппарата при Рональде Рейгане.

## Дальнейшая карьера
После ухода из Белого дома вернулся к частной юридической практике в качестве президента и главного стратега компании «Michael Best & Friedrich», а также стал спикером в компании «Washington Speakers Bureau». Трамп в своём Твиттере поздравил Прибуса с новой работой.

## Предвыборная платформа Республиканской партии 2016 года

### Однополые браки
В предвыборной платформе Республиканской партии, утверждённой в июле 2016 года говорится, в частности, об аннулировании равенства брака (юридического признания однополых браков) посредством либо конституционной поправки, либо нового решения Верховного суда. Кроме того, её авторы выступили против рекомендации министерства образования США о том, чтобы учащимся-трансгендерам образовательных учреждений было разрешено пользоваться раздевалками и туалетами, а также другими помещениями, соответствующими их гендерной идентичности. Платформа была осуждена организацией партии «Log Cabin Republicans», проводящей работу по защите и обеспечению равных прав для ЛГБТ-людей в США.

Прибус, поддерживающий традиционное представление о брачном союзе, говоря о противодействии в отношении однополых браков как об «одном из краеугольных положений нашей партии», сказал:
Мы всё ещё являемся партией, которая считает, что брак касается только мужчины и женщины, но это не значит, что мы собираемся выгонять людей.
Прибус отрицал утверждения о том, что его партия является противником ЛГБТ-сообщества, заявив, что положения платформы не охватывают репаративную терапию, а также сказав о том, что являющегося геем бизнесмена Питера Тиля, ярого сторонника Дональда Трампа, всегда рады видеть в партии.

### Аборты
В апреле 2016 года, в интервью ведущему воскресной вечерней программы «This Week» телесети ABC Джорджу Стефанопулосу, Прибус заявил, что Дональд Трамп вряд ли изменит положение платформы Республиканской партии по вопросу об абортах, предоставив право на таковой в случаях изнасилования, инцеста и угрозы жизни матери во время беременности. Помимо прочего, он сказал:
Я думаю, что наша платформа довольно ясна… Мы считаем, что жизнь начинается в момент зачатия, и что права, предусмотренные 14-й поправкой, распространяются на неродившихся детей.

## Личная жизнь

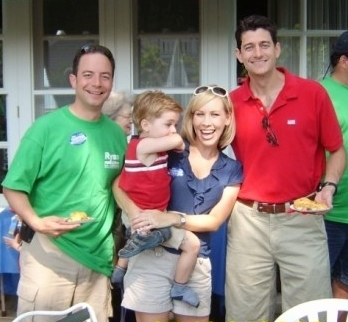
Райнс Прибус с супругой Салли, сыном Джеком и Полом Райаном (2008)

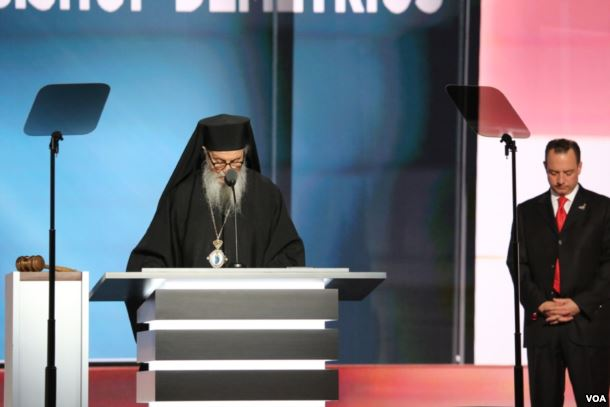
Дающий благословение Архиепископ Американский Димитрий и Райнс Прибус на Национальном съезде Республиканской партии (2016)

Со своей будущей супругой Салли Линн Шерроу Прибус познакомился в церкви в Иллинойсе ещё будучи учащимся средней школы. Ему тогда было 18, а ей 16 лет. Их первое свидание состоялось на ужине в честь Дня Линкольна. Молодые люди встречались на протяжении ряда лет, на какое-то время расставались, а по окончании школы вместе ходили на бал выпускников. Женаты с 1999 года, имеют сына Джека (р. 2005) и дочь Грейс Авелин (р. 2010). Ранее семья проживала в городе Кеноша (Висконсин), позже переехав в Вашингтон (округ Колумбия), поближе к штаб-квартире НКРП, председателем которого Прибус был избран в 2011 году. Салли Прибус окончила Тихоокеанский университет Азусы (Калифорния) и имеет учёную степень в области начального образования и психологии.
Является поклонником футбольного клуба «Green Bay Packers» из города Грин-Бей.
Среди любимых певцов Прибуса Тоби Кит и Фрэнк Синатра. Также является поклонником рок-групп Metallica, Coldplay и AC/DC.
Любимыми фильмами являются, в том числе, кинокомедии «Увалень Томми», «Знакомство с родителями», «А как же Боб?». В целом отдаёт предпочтение подобного рода произведениям, нежели серьёзным жанрам игрового кино.
Исповедует греческое православие. Вместе с семьёй регулярно посещает греческий православный собор Святой Софии в Вашингтоне, находящийся в юрисдикции Американской архиепископии Вселенского патриархата Константинополя.
28 октября 2016 года публично поздравил Патриарха Варфоломея I в связи с 25-й годовщиной присвоения ему соответствующего титула предстоятеля Константинопольской церкви, отправив последнему письмо.
Прибус — человек с пролайферскими взглядами и консервативным мировоззрением.
Владеет греческим языком.
Будучи ребёнком, с родственниками часто приезжал на лето в Афины, потому достаточно хорошо знает город, а также в Пломари на острове Лесбос (Греция). До сих пор часто посещает Грецию.
Любимая книга — «Дневники Рейгана». Кумиром Прибуса среди политиков также является Авраам Линкольн.
С малых лет одним из любимых занятий Прибуса является игра на пианино. Был победителем на нескольких конкурсах пианистов. Играет джаз.
На протяжении нескольких десятилетий хорошим другом Прибуса является спикер Палаты представителей США Пол Райан, также поклонник «Packers».